# Višnjevac, Subotica
Višnjevac (izvirno srbsko Вишњевац) je naselje v Srbiji, ki upravno spada pod Mesto Subotica; slednja pa je del Severnobačkega upravnega okraja.

## Demografija
V naselju živi 519 polnoletnih prebivalcev, pri čemer je njihova povprečna starost 42,9 let (41,5 pri moških in 44,4 pri ženskah). Naselje ima 282 gospodinjstev, pri čemer je povprečno število članov na gospodinjstvo 2,27.
Prebivalstvo je večinoma nehomogeno.
|  |

| Demografija | Demografija     | Demografija     |
| Leto        | Št. prebivalcev | Št. prebivalcev |
| ----------- | --------------- | --------------- |
|             |                 |                 |
|             |                 |                 |
|             |                 |                 |
|             |                 |                 |
| 1948        | 1074            |                 |
| 1953        | 932             |                 |
| 1961        | 694             |                 |
| 1971        | 668             |                 |
| 1981        | 703             |                 |
| 1991        | 634             | 622             |
| 2002        | 645             | 639             |
|             |                 |                 |

| Etnična sestava po popisu iz leta 2002 | Etnična sestava po popisu iz leta 2002 | Etnična sestava po popisu iz leta 2002 | Etnična sestava po popisu iz leta 2002 | Etnična sestava po popisu iz leta 2002 |
| -------------------------------------- | -------------------------------------- | -------------------------------------- | -------------------------------------- | -------------------------------------- |
| Srbi                                   | Srbi                                   |                                        | 302                                    | 47,26%                                 |
| Madžari                                | Madžari                                |                                        | 224                                    | 35,05%                                 |
| Bunjevci                               | Bunjevci                               |                                        | 41                                     | 6,41%                                  |
| Črnogorci                              | Črnogorci                              |                                        | 23                                     | 3,59%                                  |
| Jugoslovani                            | Jugoslovani                            |                                        | 21                                     | 3,28%                                  |
| Romi                                   | Romi                                   |                                        | 8                                      | 1,25%                                  |
| Hrvati                                 | Hrvati                                 |                                        | 7                                      | 1,09%                                  |
| Makedonci                              | Makedonci                              |                                        | 6                                      | 0,93%                                  |
| Rusini                                 | Rusini                                 |                                        | 1                                      | 0,15%                                  |
| Neznano                                | Neznano                                |                                        | 0                                      | 0,0%                                   |